# Coazzolo
Coazzolo ist eine Gemeinde in der italienischen Provinz Asti (AT), Region Piemont. 

## Lage und Einwohner
Coazzolo liegt 24 km südlich von der Provinzhauptstadt Asti an der Grenze zur Provinz Cuneo. Das Gemeindegebiet umfasst eine Fläche von 4,12 km² und hat 300 Einwohner (Stand 31. Dezember 2023). Zur Gemeinde zählen auch die Weiler und Dörfer (Frazioni) Bosco, Crosia, Maestra, Neive, Osasca und Valferretti. 
Die Nachbargemeinden sind Castagnole delle Lanze, Castiglione Tinella (CN), Mango (CN), Neive (CN) und Santo Stefano Belbo (CN).

## Geschichte
Der Ortsname, von dem wir seit 1196 erste Nachrichten haben, bezieht sich auf das lateinische Wort COVUM, was „Höhle“ bedeutet, und das Wort -EOLU. Dieser Name hätte daher die Bedeutung „kleiner ausgegrabener Ort“. Bis zum 12. Jahrhundert gehörte das Dorf, das derzeit zu den am dünnsten besiedelten der Region gehört, zum Besitz der Diözese Alba. Anschließend beanspruchte die Familie Cacherano das Eigentum und enteignete die alten Besitzer. Im Jahr 1533, nach der Unterzeichnung des Vertrags von Cateau Cambrésis, gelangte es jedoch unter die Herrschaft von Beatrice von Portugal, der Frau von Karl III. von Savoyen.
An derselben Stelle, an der einst das Stadtschloss stand, steht heute eine imposante Villa, die als Privathaus genutzt wird. Das einzige noch erhaltene Denkmal ist die Pfarrkirche San Siro aus der Barockzeit.

## Kulinarische Spezialitäten

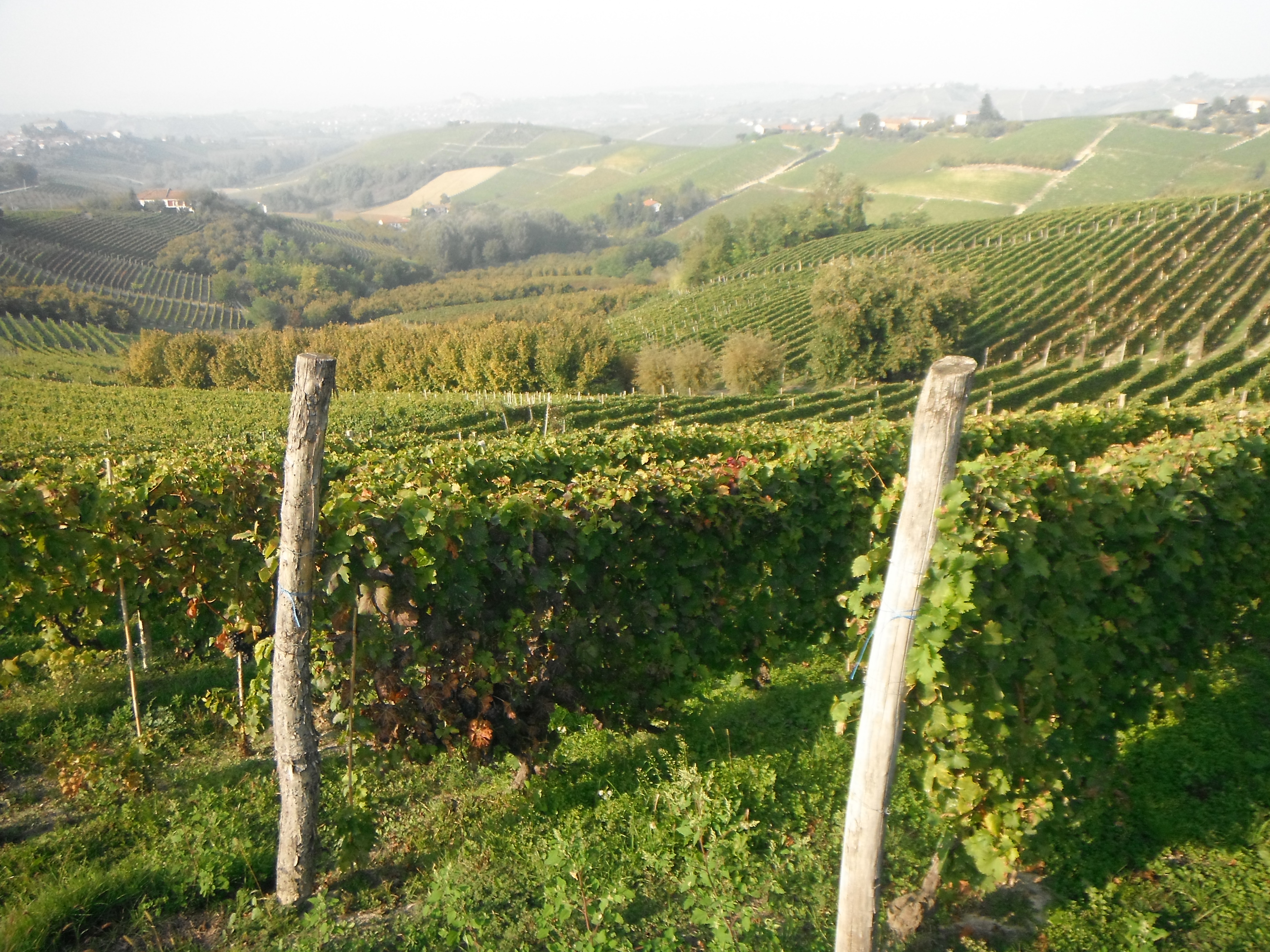
Weinbau bei Coazzolo

In Coazzolo wird Weinbau betrieben. Die Beeren der Rebsorten Spätburgunder und/oder Chardonnay dürfen zum Schaumwein Alta Langa verarbeitet werden. Die Muskateller-Rebe für den Asti Spumante, einen süßen DOCG-Schaumwein mit geringem Alkoholgehalt sowie für den Stillwein Moscato d’Asti wird hier ebenfalls angebaut. In Coazzolo werden auch Reben der Sorte Barbera für den Barbera d’Asti, einen Rotwein mit DOCG Status angebaut.